# Marymont (stacja metra)

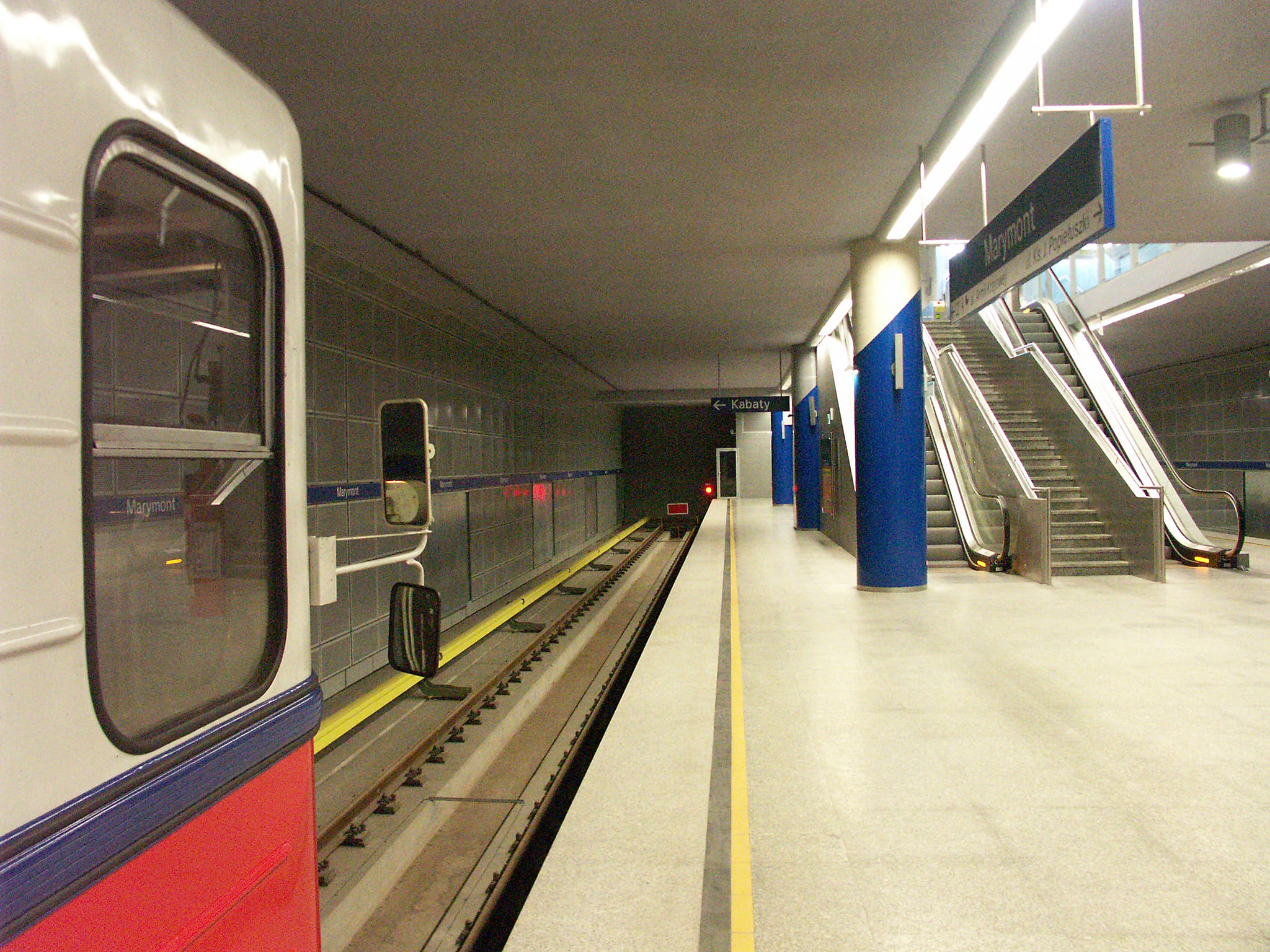
Skład serii Wagonmasz 81 (o nrze szlakowym 07) stoi na stacji Marymont podczas obsługi ruchu wahadłowego w październiku 2008 roku. Widoczny wskaźnik zamknięcia toru (D-1).

Marymont – przystanek osobowy (pot. stacja) linii M1 metra w Warszawie, zlokalizowana przy zbiegu ulic: Słowackiego, Popiełuszki i ul. Armii Krajowej. 

## Opis stacji
Stacja dwukondygnacyjna − peron oraz galeria (podobnie jak na stacji Dworzec Gdański). Peron–wyspa, o szerokości 10 metrów i długości 120 metrów. Na terenie stacji znajdują się publiczne toalety, bankomat oraz punkty handlowo-usługowe. Wnętrze jest wykończone granitem, stalą, szkłem i aluminium, przeważają kolory srebrny i niebieski.
Stacja znajduje się jest przy skrzyżowaniu ulic Słowackiego i Popiełuszki, obok hali Marymonckiej. Wyjścia z głowicy północnej zostały skierowane w stronę alei Armii Krajowej, tam znajdują się windy.
Projekt stacji opracowało Biuro Projektów AiB (generalny projektant Zdzisław Kostrzewa), wnętrza − Agencja 3A (Agnieszka Sadkowska, Mirosław Duchowski).
Stacja została oddana do użytku 29 grudnia 2006 roku.

## Dane techniczne
- Długość stacji - 156 m.
- Szerokość stacji - 21 m.
- Zagłębienie - 13,2 m. poniżej poziomu terenu.

## Terminy
- Data rozpoczęcia budowy - 9 kwietnia 2005 r.
- Data zakończenia budowy - 21 listopada 2006 r.
- Data oddania stacji do ruchu pasażerskiego - 29 grudnia 2006 r.
- Data oddania stacji do całkowitego użytku (zlikwidowanie ruchu wahadłowego) - 20 marca 2008 r.
- Koszt budowy stacji i tuneli - 56 889 723 zł.

## Inne informacje
W kwietniu 2007 roku przy stacji oddano do użytku pierwszy w Warszawie i w Polsce parking „Parkuj i Jedź”. 